# Sis dies de Charleroi
Els Sis dies de Charleroi era una cursa de ciclisme en pista, de la modalitat de sis dies, que es disputava a Charleroi (Bèlgica). La seva primera edició data del 1967 i es va celebrar fins al 1969, amb només tres edicions. Patrick Sercu i Ferdinand Bracke, amb dues victòries, són els ciclistes que més vegades han guanyat la prova.

## Palmarès
| Any  | Primers                          | Segons                            | Tercers                           |
| ---- | -------------------------------- | --------------------------------- | --------------------------------- |
| 1967 | Patrick Sercu · Ferdinand Bracke | Norbert Seeuws · Théo Verschueren | Giuseppe Beghetto · Klaus Bugdahl |
| 1968 | Eddy Merckx · Ferdinand Bracke   | Robert Lelangue · Julien Stevens  | Rik Van Looy · Patrick Sercu      |
| 1969 | Norbert Seeuws · Patrick Sercu   | Eddy Merckx · Julien Stevens      | Rudi Altig · Ferdinand Bracke     |